# جعار
جعار (به عربی: جعار) یکی از شهرهای استان ابین در کشور یمن است که در سرشماری سال ۲۰۰۵ میلادی، ۷۰٫۸۰۱ نفر جمعیت داشته‌است.